# Pfarrkirche Deutsch-Wagram

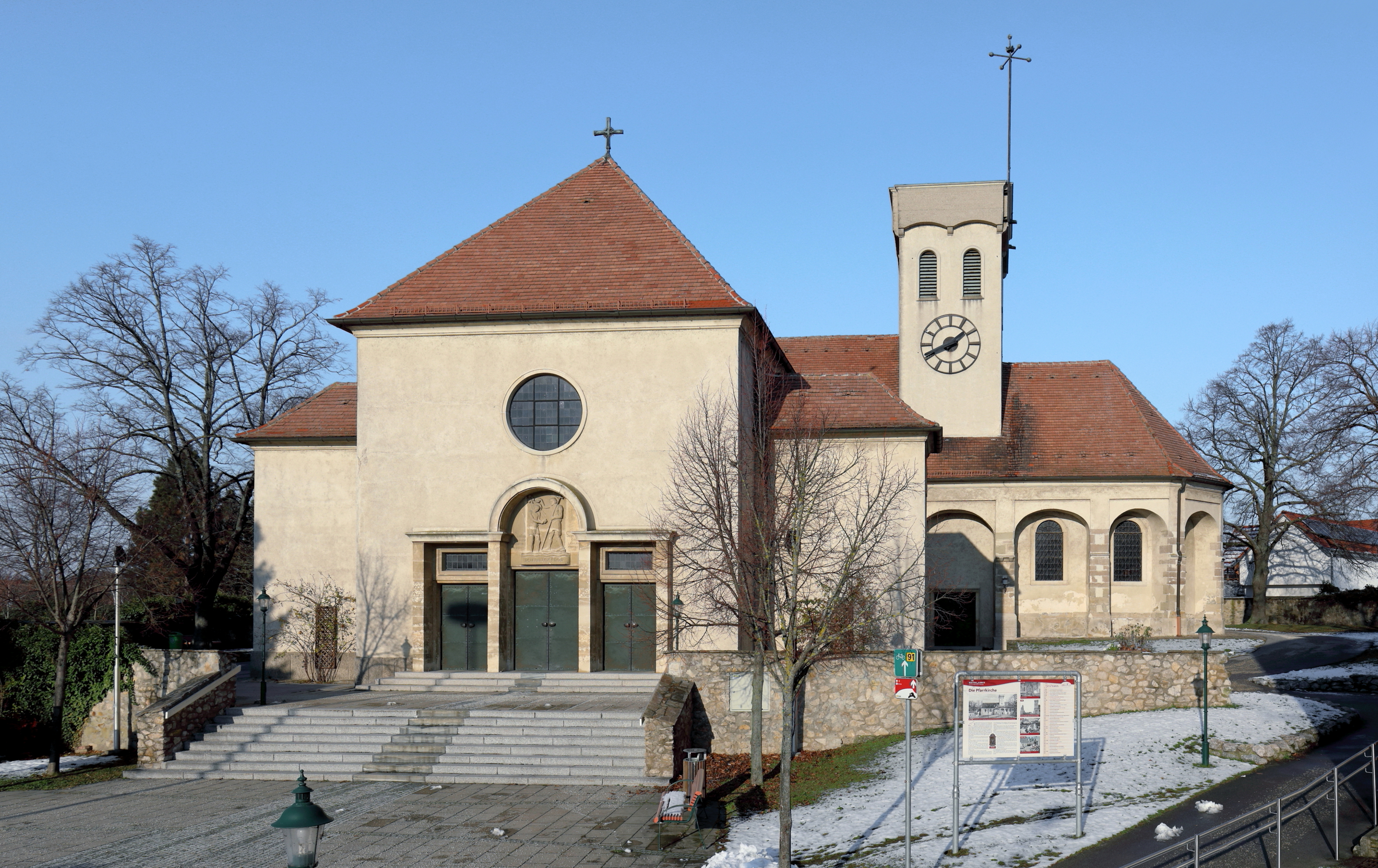
Kath. Pfarrkirche hl. Johannes der Täufer in Deutsch-Wagram

Die römisch-katholische Pfarrkirche Deutsch-Wagram steht in der Gemeinde Deutsch-Wagram im Bezirk Gänserndorf in Niederösterreich. Sie ist dem heiligen Johannes der Täufer geweiht und gehört zum Dekanat Gänserndorf im Vikariat Unter dem Manhartsberg der Erzdiözese Wien. Das Bauwerk steht unter Denkmalschutz.

## Lagebeschreibung
Die Kirche steht im Süden von Deutsch-Wagram etwas erhöht im ehemaligen Wehrkirchhof, der später zum Friedhof adaptiert wurde.

## Geschichte

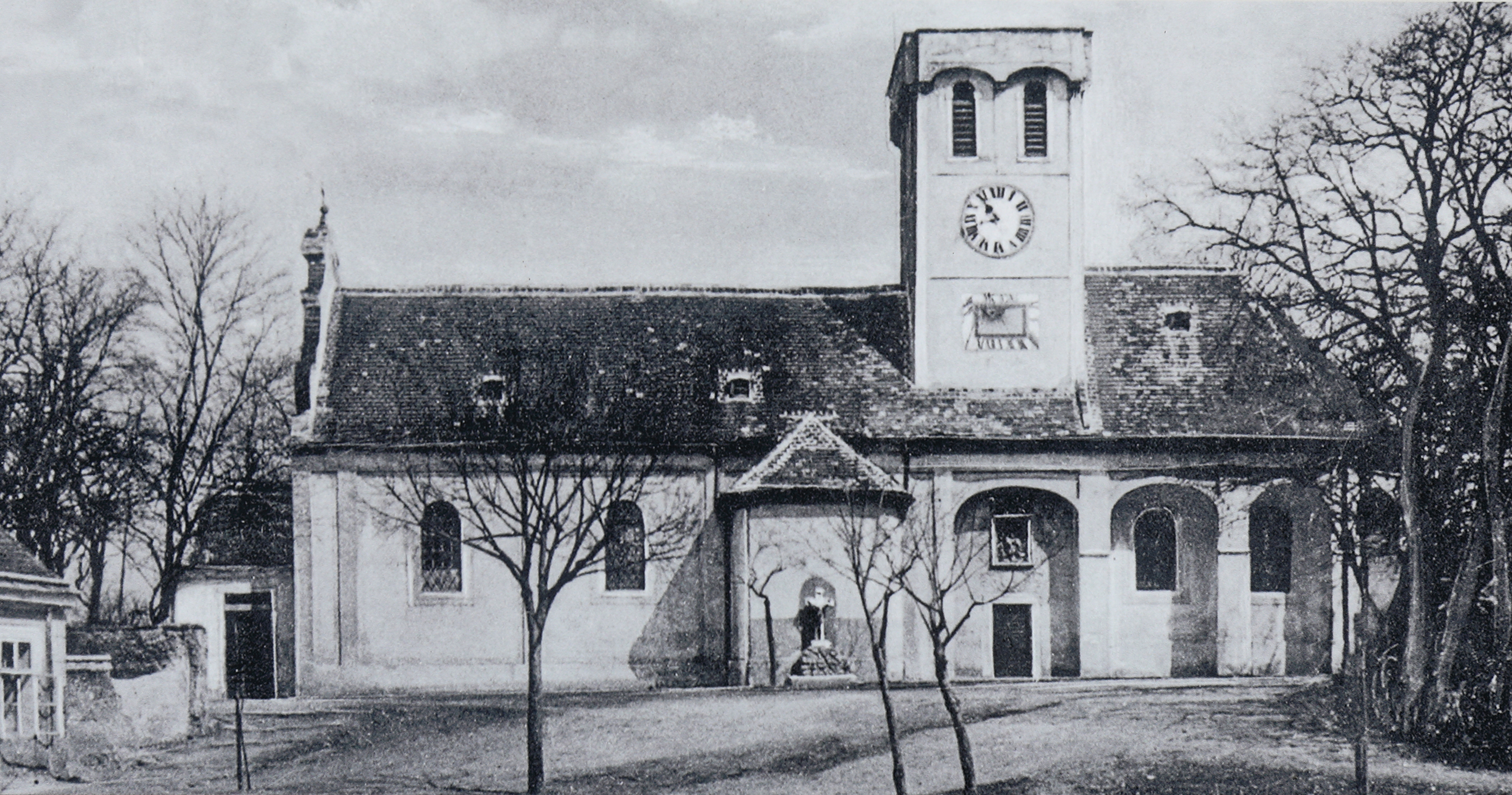
Die alte Pfarrkirche um 1920

Deutsch-Wagram war im 13. Jahrhundert eine Filiale der Pfarre Stadlau, um 1544 eine Filiale der Pfarre Kagran und ab 1640 eine Filiale der Pfarre Gerasdorf. 1784 wurde die Kirche im Zuge der Josephinischen Kirchenreform zur Pfarrkirche erhoben. Ab 1562 wurde die Pfarre zunehmend protestantisch. Bei der „Schlacht am Weißen Berg“ am 8. November 1620 unterlagen die Protestanten. In weiterer Folge war Deutsch-Wagram ab 1627 wieder eine katholische Pfarre.
Das romanische Langhaus und das Chorquadrat wurde in der ersten Hälfte des 13. Jahrhunderts errichtet. Der gotische Chor und Teile des Langhauses stammen aus der zweiten Hälfte des 15. Jahrhunderts. 1671 wurde die Kirche barockisiert und das Langhaus gegen Westen hin erweitert. Die Umbauarbeiten erfolgten unter Adam Anton Grundemann von Falkenberg.
Ab Mai 1956 wurde linksseitig des Turmes die alte Pfarrkirche demontiert. Im Anschluss rechtwinkelig dazu die neue Pfarrkirche nach Plänen von Architekt Hans Petermair und den hiesigen Baumeistern Johann Christen und Kommerzialrat Michael Vogl umgebaut und vergrößert und am 21. Juni 1958 geweiht. Der gotische Chor der alten Kirche wurde zur östlichen Seitenkapelle und wird aktuell (2017) als Wochentagskapelle genutzt. Am 10. August 1956 stürzte der im Kern romanische Kirchturm ein und wurde in alter Form wiedererrichtet.

## Kirchenbau
Kirchenäußeres

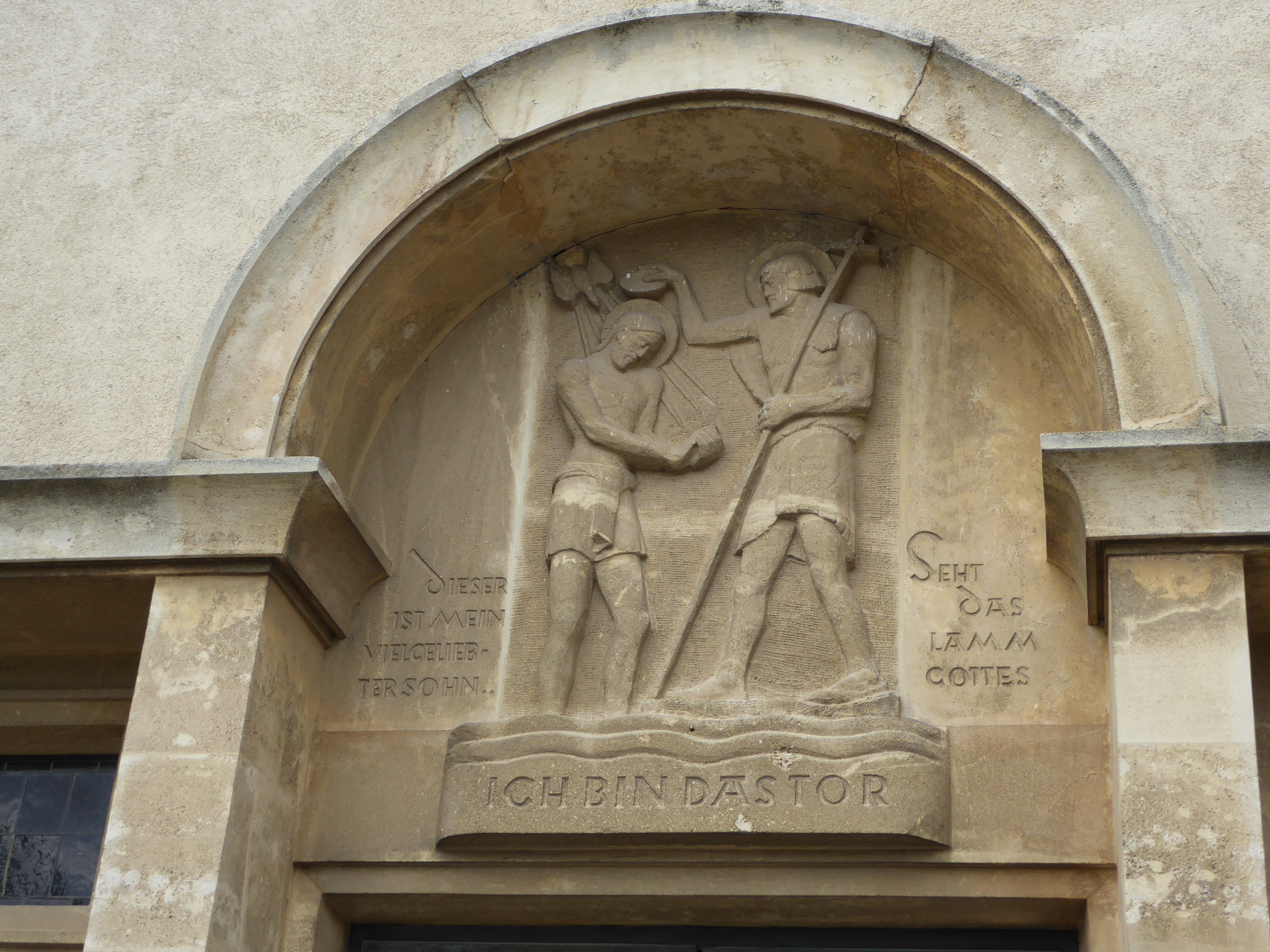
Relief hl. Johannes der Täufer (Rudolf Schmidt) über dem Südportal

Die Kirche ist ein kubischer Bau über einem kreuzförmigen Grundriss. Der Kirchenbau ist mit einem Walmdach gedeckt. Die Fassade ist schlicht gehalten. Das Südportal ist dreiteilig. In der darüberliegenden Lünette ist ein Steinrelief des heiligen Johannes der Täufer von Rudolf Schmidt. Darüber ist ein großes Rundbogenfenster. Im Osten liegt der ehemalige Polygonalchor. Die gotischen Strebepfeiler sind durch rundbogige Verschleifungen zu Nischen miteinander verbunden worden. In diesen Nischen sind Rundbogenfenster. Zwischen Langhaus und Chor steht über dem ehemalig romanischen Chorquadrat der 1956 wiedererrichtete Kirchturm. Die Schallfenster sind rundbogig und der Turm schließt nach oben hin gerade ab. Darauf ist ein Umgang mit Brüstung auf Kragsteinen. Im Norden der Kirche ist die Sakristei angebaut.
Kircheninneres
Das Langhaus ist schlicht gestaltet und hat eine Flachdecke. Das Langhaus ist vom Altarraum durch einen monumentalen profilierten Triumphbogen optisch abgetrennt. Die Kreuzarme Richtung Osten und Westen sind durch Rundbögen mit dem Langschiff verbunden. Der Kreuzarm im Osten ist der ehemalige gotische Chor aus dem 15. Jahrhundert. Heute wird der 1651 barockisierte Raum als Wochentagskapelle genutzt. Der Chor ist rund geschlossen und weist ein zartes umlaufendes Gesims auf. Der im Norden liegende Altarraum ist etwas erhöht.

## Ausstattung
Der Altartisch mit Eisengussplastik „Kreuzigungsgruppe auf Ankerkreuz“ steht frei auf einem Stufenpodest. Er stammt von Alexander Silveri. Der linke Seitenaltar besteht aus einem bemerkenswerten Sandsteinrelief. Dieses könnte von einem ehemaligen Epitaph stammen. Das Relief zeigt Maria mit Kind sowie die heilige Dorothea und die Figur des Stifters. In der bekrönenden Lünette  ist die Kreuzigung Jesu dargestellt. An der Konsole ist ein Wappenstein und die Inschrift: „Bit got vür niclas Forster, Maller bey unser Gotshaus, pfründner 1514.“ Bis 1630 befand sich der Altar im ehemaligen Dorotheerkloster in Wien. 1671 erwarb ihn Adam Anton Grundemann und brachte ihn ursprünglich außen an der Kirche an, später übersiedelte er in einem neuen Steinrahmen ins Innere der Kirche.
Über dem rechten Seitenaltar und dem Kapellenaltar sind Figuren der Heiligen Petrus und Johannes. Auch diese Figuren aus der zweiten Hälfte des 17. Jahrhunderts waren ursprünglich an der barocken Westfassade befestigt.
Die Orgel mit 17 Registern stammt aus dem Jahr 1962 von Rudolf Novak.

## Wehrkirchhof

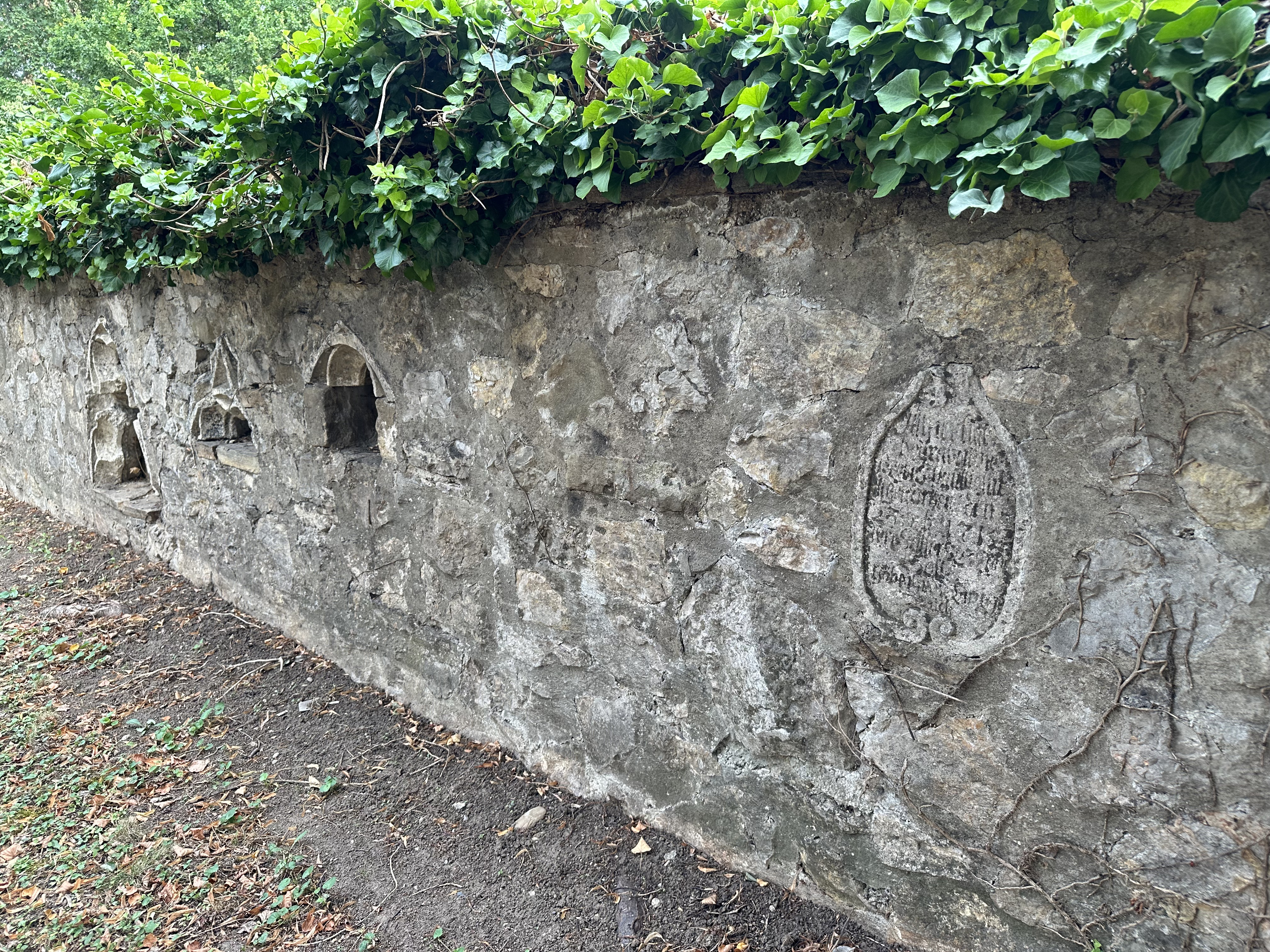
Wehrkirchhof mit eingemauerten gotischen Maßwerkfenstern und Grabsteinen

Der Wehrkirchhof, der später als Friedhof genutzt wurde, liegt rund um die Kirche und hat einen unregelmäßigen Grundriss. Bis auf die Südseite, ist er durchgehend geschlossen. Gegen Westen wurde der Wehrkirchhof 1671 mit Bastionen verstärkt. Einige weisen Schießscharten auf. Unterhalb der Kirche liegen zwei Erdställe. In der Mauer des Kirchhofes sind noch Spolien der ehemaligen gotischen Maßwerkfenster zu sehen. Auf dem ehemaligen Friedhof befindet sich ein barocker Grabstein von 1715.
Vor der Kirche und der Wehrmauer ist der Hauptgedenkstein der Schlachtfeld-Signierung, der „Geschichte aus Stein“, zum Gedenken an die Schlacht von 1809, initiiert von Otto Schilder, Schuldirektor und Heimatforscher von Deutsch-Wagram, anlässlich der 700-hundert Jahr Feier der Gemeinde Deutsch-Wagram (1959) errichtet worden.

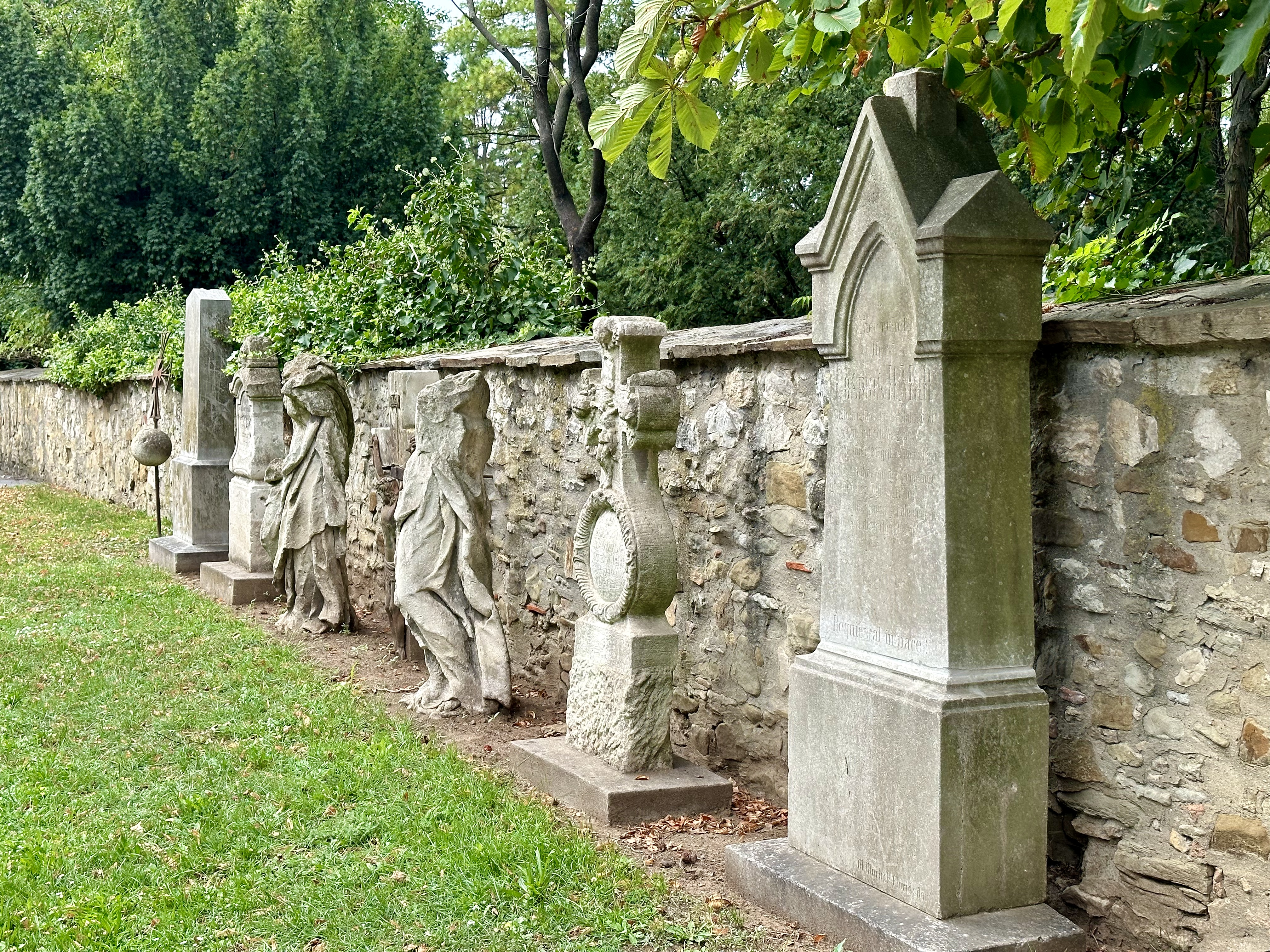
Historische Grabsteine und Skulpturen wurden 2023 im Wehrkirchhof wieder aufgestellt

Im Jahr 2023 wurden historische Grabsteine und Skulpturen, die einst am alten Friedhof im Kirchhof standen, nach mehreren Jahrzehnten der Lagerung im ehemaligen Pfarrgarten, wieder im Kirchhof an der Nordseite der Kirche aufgestellt. Diese Reinstallation erfolgte auf Initiative des Ortshistorikers und Chronisten von Deutsch-Wagram, Manfred Groß. Eines der herausragenden Stücke dieser Sammlung ist das Giebelkreuz, welches um 1671 angefertigt wurde. Vor den Umbauarbeiten der alten Pfarrkirche zwischen 1956 und 1958 zierte dieses Kreuz das Kirchendach. Neben dem Giebelkreuz wurden auch zwei barocke Skulpturen aus dem frühen 18. Jahrhundert und ein Jesus-Kreuz, das früher prominent vor der Kirche auf einem Sockel platziert war, im Kirchhof wieder positioniert.
Zu den wieder aufgestellten Grabsteinen gehören die von Jacob Unger (1687–1753), Andreas Ascheibaur (1666–1736), Ortspfarrer Josef Bathioli († 12. September 1884) und Gemeindearzt Cosmas Damian Mall († 29. November 1899). Weitere Grabsteine und Tafeln aus dem ursprünglichen Kirchenfriedhof finden heute ihren Platz im Napoleon- und Stadtmuseum von Deutsch-Wagram.